# Wilhelm Junker
Wilhelm Junker (en ruso: Василий Васильевич Юнкер, Vasilij Vasil'evič Ûnker; Moscú, 6 de abril de 1840 - San Petersburgo, 13 de febrero de 1892) fue un médico ruso de ascendencia alemana, reconocido como explorador de África.

## Biografía
Nació en Moscú, donde se habían instalado sus padres alemanes, y desde 1844 vivió en San Petersburgo, donde estudió un año en la Sankt Petri Schule. Después la familia se instaló ese mismo año en Gotinga, donde murió su padre en 1847. Regresó a San Petersburgo con su madre y sus hermanas en 1855. Estudió medicina en Dorpat (hoy Universidad de Tartu), Gotinga, Berlín y Praga, pero no ejerció como médico por mucho tiempo.   
Después de una serie de viajes cortos a Islandia (1869), África Occidental (1873), Túnez (1874) y el Bajo Egipto (1875), permaneció casi continuamente en el África Ecuatorial oriental desde 1875 a 1886, salvo un breve retorno a Europa en 1878. Primero Jartum fue la base de sus expediciones y después Lado. Utilizó los servicios de Friedrich Bohndorff, que hablaba el árabe. 
Su mayor aportación a la geografía fueron sus exploraciones de la divisoria Congo-Nilo, combatiendo con éxito las teorías hidrográficas de Georg Schweinfurth. Reconoció y estableció la identidad de los ríos Uele y Ubangi. El levantamiento mahdista impidió su regreso a Europa a través del Sudán, como había planeado hacer en 1884, y una expedición patrocinada en 1885 por su hermano no pudo reunirse con él. Junker entonces decidió ir al sur. Partió de Wadelai el 2 de enero de 1886 viajando a través de Uganda y Tabora y alcanzando el archipiélago de Zanzíbar en noviembre de 1886. Llevaba los correos de Emin Pasha, que habrían de suscitar una importante expedición de rescate.
En 1887 recibió la medalla de oro de la Royal Geographical Society británica. Como explorador reconocido, sus observaciones etnográficas en la región de los Niam-Niam, país de los azande, son especialmente valiosas, aunque a veces sin fundamento. 
Junker fue un viajero pausado y un observador cuidadoso. Su principal objeto de estudio eran los pueblos con los que entraba en contacto. También recolectó especímenes de plantas y animales. El resultado de sus investigaciones se recogió en su obra, publicada en alemán, Reisen in Afrika  (3 vols., Viena, 1889-1891), una obra de gran interés. Se publicó una traducción al inglés de A. H. Keane en 1890-1892. 

## Publicaciones
- (en alemán) Dr. Wilhelm Junkers Reisen in Afrika, 1875–1886. Nach seinen Tagebüchern bearbeitet und herausgegeben von dem Reisenden, tres volúmeness, Hölzel, Viena, 1889–1891.